# 38830 Biets
38830 Biets este o planetă minoră (asteroid), cu un diametru de 12,822 km, din centura de asteroizi. A fost descoperită pe 5 septembrie 2000 la Stația Anderson Mesa de Lowell Observatory Near-Earth-Object Search. 
Obiectul prezintă o orbită caracterizată de o semiaxă mare de 3,9341312 UAi, o excentricitate de 0,19, o înclinație de 14,95598 ° în raport cu ecliptica.